# アフガニスタン共和国 (1973年-1978年)

アフガニスタン共和国
جمهوری افغانستان（ダリー語）
د افغانستان جمهوریت（パシュトゥー語）

国歌: アフガニスタンの国歌 (ダーウード政権)
ملی سرود

アフガニスタン共和国（アフガニスタンきょうわこく、ダリー語: جمهوری افغانستان, Jǝmhūri Afġānistān、パシュトー語: د افغانستان جمهوریت, Dǝ Afġānistān Jumhūriyat）は、アフガニスタン史上初の共和国であり、ムハンマド・ダーウード・ハーンがクーデターでアフガニスタン国王ザーヒル・シャーを廃位して建国した。ダーウードは進歩主義で知られ、ソビエト連邦やアメリカ合衆国から援助を受けて国を現代化しようとした。
1978年、四月革命とよばれる軍事クーデターが共産主義者のアフガニスタン人民民主党によって起こされ、ダーウードは一家もろとも殺害された。「ダーウード共和国」はソ連と同盟したアフガニスタン民主共和国に取って代わられたのであった。

## 歴史

### 建国
1973年7月、アフガニスタン最後の国王ザーヒル・シャーがイタリアで眼科手術と腰痛の治療を受けている最中、王族で元首相のムハンマド・ダーウード・ハーンがクーデターを起こして共和国を建国した。ダーウードは10年前の1963年にザーヒル・シャーによって首相の辞任を余儀なくされていた。ザーヒル・シャーは全面内戦を避けて退位した。

### 一党統治
権力を奪取したダーウードは自身の政党であるアフガニスタン国民革命党を創設、同党はすぐにアフガニスタンの政治活動の中心になった。ロヤ・ジルガは1977年1月に新憲法を議決して一党制大統領制を採用、野党は暴力も含む弾圧を受けた。
また1973年には元首相ムハンマド・ハーシム・マイワンドワールが政変を計画していると疑われたが、計画が旧王制に対するものか、新共和制に対するものかは不明である。いずれにせよ、マイワンドワールは逮捕された後、裁判の前に死亡した。獄中で自殺したとされたが、拷問で死亡したと広く信じられた。

### 共産主義の勃興
ダーウードが1973年に共和国を建国した後、アフガニスタン人民民主党は入閣した。1976年、ダーウードは7年経済計画を立てた。彼はインドとの軍事訓練プログラムをはじめ、パフラヴィー朝イランとも経済発展に向けて話し合いを始めた。さらに石油で潤っていたサウジアラビア、イラク、クウェートなど中東諸国に財政援助を求めた。
しかし、ダーウードの大統領期ではソビエト連邦との関係が悪化した。ダーウードが西側諸国との関係を改善し、キューバの非同盟運動参加を批判、ソ連の軍事と経済顧問を追放したことでソ連はダーウードを危険人物とみたのであった。さらに、ダーウードが野党を弾圧したことでソ連を後ろ盾とするアフガニスタン人民民主党はクーデター以来の友から敵に回ったのであった。
1978年時点でダーウードは自身が定めた目標をほとんど達成できていなかった。アフガニスタンの経済は実質的には成長しておらず、生活水準も向上しなかった。さらに1977年の一党制憲法も盟友を遠ざける結果となった。
アフガニスタン国民が1978年までに「何もしない」ダーウード政府に失望したのに対し、一部では入閣していた人民民主党党員による経済と社会改革に期待をよせた。人民民主党ではそれまで2派にわけて党内闘争をしていたが、このときは脆い協定で一旦和解しており、共産党を支持する軍部の一部が反政府行動を計画した。1979年に革命評議会議長（国家元首）に就任したハフィーズッラー・アミーンによると、クーデターは1976年より計画されていたという。

### 四月革命

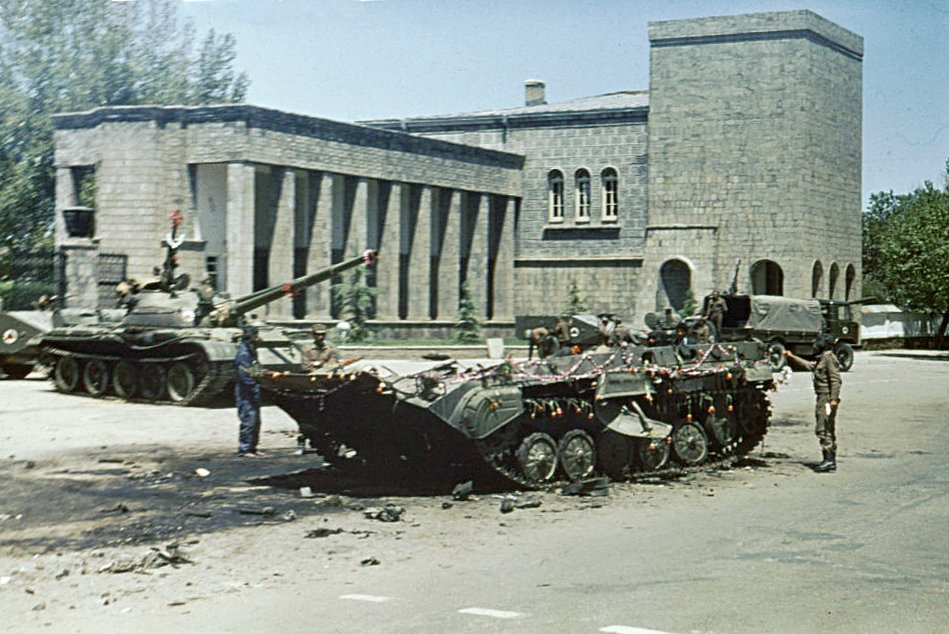
四月革命の翌日のカーブル。

1978年、人民民主党は四月革命と呼ばれる軍事クーデターで権力を奪取した。4月27日、カーブル国際空港の軍事基地から軍が出撃して首都カーブルの中心部に進軍した。大統領宮殿への空襲、反乱軍が迅速に連絡線など主な目標を占領したことにより、権力奪取は24時間内に完了、ダーウード一家は翌日に処刑された。
人民民主党書記長ヌール・ムハンマド・タラキーが革命委員会会長に選ばれ、ダーウードに代わって国家元首、そして新生アフガニスタン民主共和国の元首に就任した。